# A Manchester City FC 1933–1934-es szezonja
A Manchester City az 1933–1934-es szezonban a bajnokságban az 5. helyen végzett. Az FA-kupában a döntőben a Portsmouth-t 2–1-re verte, így történetében másodjára nyerte meg a sorozatot. A hatodik körben a Manchester City a Stoke City-t fogadta a Maine Roadon, a találkozóra 84 569 szurkoló váltott jegyet, ami angol rekord a klubcsapatokat illetően.

## First Divison
| Dátum                | Ellenfél             | H / A | Helyszín        | Eredmény LG – KG | Gólszerzők                    | Nézőszám |
| -------------------- | -------------------- | ----- | --------------- | ---------------- | ----------------------------- | -------- |
| 1933. augusztus 26.  | Sheffield Wednesday  | H     | Maine Road      | 2 – 3            | Herd, Tilson                  | 35 000   |
| 1933. augusztus 30.  | Birmingham City      | A     | St Andrews      | 1 – 0            | Tilson                        | 30 000   |
| 1933. szeptember 2.  | Leicester City       | A     | Filbert Street  | 0 – 0            |                               | 25 000   |
| 1933. szeptember 6.  | Birmingham City      | H     | Maine Road      | 1 – 0            | Syme                          | 20 000   |
| 1933. szeptember 9.  | Arsenal              | A     | Highbury        | 1 – 1            | Herd                          | 43 412   |
| 1933. szeptember 16. | Everton              | H     | Maine Road      | 2 – 2            | Herd, Brook                   | 48 826   |
| 1933. szeptember 23. | Middlesbrough        | A     | Ayresome Park   | 1 – 2            | Marshall                      | 9 095    |
| 1933. szeptember 30. | Blackburn Rovers     | H     | Maine Road      | 3 – 1            | S. Cowan, Halliday, Brook     | 33 343   |
| 1933. október 7.     | Newcastle United     | A     | St James’ Park  | 2 – 2            | Halliday, Herd                | 20 000   |
| 1933. október 14.    | Leeds United         | H     | Maine Road      | 0 – 1            |                               | 22 413   |
| 1933. október 21.    | Aston Villa          | H     | Maine Road      | 1 – 0            | Marshall                      | 35 000   |
| 1933. október 28.    | Sheffield United     | A     | Bramall Lane    | 1 – 1            | Tilson                        | 14 000   |
| 1933. november 4.    | Sunderland           | H     | Maine Road      | 4 – 1            | Brook (2), Toseland, Marshall | 25 000   |
| 1933. november 11.   | Stoke City           | A     | Victoria Ground | 1 – 0            | Toseland                      | 20 000   |
| 1933. november 18.   | Huddersfield Town    | H     | Maine Road      | 2 – 2            | Toseland, Tilson              | 31 900   |
| 1933. november 25.   | Portsmouth           | A     | Fratton Park    | 0 – 2            |                               | 15 000   |
| 1933. december 2.    | Tottenham Hotspur    | H     | Maine Road      | 2 – 0            | Brook, Herd                   | 38 020   |
| 1933. december 9.    | Chelsea              | A     | Stamford Bridge | 2 – 1            | Herd, Gregory                 | 18 000   |
| 1933. december 16.   | Liverpool            | H     | Maine Road      | 2 – 1            | Tilson, Herd                  | 15 000   |
| 1933. december 23.   | Wolverhampton        | A     | Molineux        | 0 – 8            |                               | 20 600   |
| 1933. december 25.   | Derby County         | A     | Baseball Ground | 1 – 4            | Toseland                      | 32 320   |
| 1933. december 26.   | Derby County         | H     | Maine Road      | 2 – 0            | Gregory, Brook                | 57 218   |
| 1933. december 30.   | Sheffield Wednesday  | A     | Hillsborough    | 1 – 1            | Busby                         | 24 000   |
| 1934. január 1.      | West Bromwich Albion | H     | Maine Road      | 2 – 7            | Herd, Bray                    | 21 000   |
| 1934. január 6.      | Leicester City       | H     | Maine Road      | 1 – 1            | Herd                          | 20 000   |
| 1934. január 20.     | Arsenal              | H     | Maine Road      | 2 – 1            | Marshall, Herd                | 60 400   |
| 1934. február 3.     | Middlesbrough        | H     | Maine Road      | 5 – 2            | Tilson (2), Brook (2), Busby  | 22 080   |
| 1934. február 7.     | Everton              | A     | Goodison Park   | 0 – 2            |                               | 17 134   |
| 1934. február 10.    | Blackburn Rovers     | A     | Ewood Park      | 0 – 3            |                               | 14 076   |
| 1934. február 24.    | Leeds United         | A     | Elland Road     | 1 – 3            | Syme                          | 15 761   |
| 1934. március 7.     | Aston Villa          | A     | Villa Park      | 0 – 0            |                               | 20 000   |
| 1934. március 10.    | Sheffield United     | H     | Maine Road      | 4 – 1            | Tilson (2), Herd, Busby       | 18 000   |
| 1934. március 21.    | Newcastle United     | H     | Maine Road      | 1 – 1            | Wright                        | 14 000   |
| 1934. március 24.    | Stoke City           | H     | Maine Road      | 4 – 2            | Herd (2), S. Cowan, Bray      | 20 000   |
| 1934. március 31.    | Huddersfield Town    | A     | Leeds Road      | 0 – 1            |                               | 20 817   |
| 1934. április 2.     | West Bromwich Albion | A     | The Hawthorns   | 0 – 4            |                               | 22 198   |
| 1934. április 7.     | Portsmouth           | H     | Maine Road      | 2 – 1            | Busby, Herd                   | 35 000   |
| 1934. április 11.    | Sunderland           | A     | Roker Park      | 0 – 0            |                               | 10 000   |
| 1934. április 14.    | Tottenham Hotspur    | A     | White Hart Lane | 1 – 5            | Toseland                      | 24 576   |
| 1934. április 21.    | Chelsea              | H     | Maine Road      | 4 – 2            | Tilson (3), Toseland          | 25 861   |
| 1934. május 2.       | Liverpool            | A     | Anfield         | 2 – 3            | Herd, Heale                   | 16 000   |
| 1934. május 5.       | Wolverhampton        | H     | Maine Road      | 4 – 0            | Herd (2), S. Cowan, Heale     | 21 764   |

### Tabella
| #  | Csapat                  | M  | Gy | D  | V  | LG | KG  | GK  | P  |
| -- | ----------------------- | -- | -- | -- | -- | -- | --- | --- | -- |
| 1  | Arsenal                 | 42 | 25 | 9  | 8  | 75 | 47  | +28 | 59 |
| 2  | Huddersfield Town       | 42 | 23 | 10 | 9  | 90 | 61  | +29 | 56 |
| 3  | Tottenham Hotspur       | 42 | 21 | 7  | 14 | 79 | 56  | +23 | 49 |
| 4  | Derby County            | 42 | 17 | 11 | 14 | 68 | 54  | +14 | 45 |
| 5  | Manchester City         | 42 | 17 | 11 | 14 | 65 | 72  | –7  | 45 |
| 6  | Sunderland              | 42 | 16 | 12 | 14 | 81 | 56  | +25 | 44 |
| 7  | West Bromwich Albion    | 42 | 17 | 10 | 15 | 78 | 70  | +8  | 44 |
| 8  | Blackburn Rovers        | 42 | 18 | 7  | 17 | 74 | 81  | –7  | 43 |
| 9  | Leeds United            | 42 | 17 | 8  | 17 | 75 | 66  | +9  | 42 |
| 10 | Portsmouth              | 42 | 15 | 12 | 15 | 52 | 55  | –3  | 42 |
| 11 | Sheffield Wednesday     | 42 | 16 | 9  | 17 | 62 | 67  | –5  | 41 |
| 12 | Stoke City              | 42 | 15 | 11 | 16 | 58 | 71  | –13 | 41 |
| 13 | Aston Villa             | 42 | 14 | 12 | 16 | 78 | 75  | +3  | 40 |
| 14 | Everton                 | 42 | 12 | 16 | 14 | 62 | 63  | –1  | 40 |
| 15 | Wolverhampton Wanderers | 42 | 14 | 12 | 16 | 74 | 86  | –12 | 40 |
| 16 | Middlesbrough           | 42 | 16 | 7  | 19 | 68 | 80  | –12 | 39 |
| 17 | Leicester City          | 42 | 14 | 11 | 17 | 59 | 74  | –15 | 39 |
| 18 | Liverpool               | 42 | 14 | 10 | 18 | 79 | 84  | –5  | 38 |
| 19 | Chelsea                 | 42 | 14 | 8  | 20 | 67 | 69  | –2  | 36 |
| 20 | Birmingham City         | 42 | 12 | 12 | 18 | 54 | 56  | –2  | 36 |
| 21 | Newcastle United        | 42 | 10 | 14 | 18 | 68 | 77  | –9  | 34 |
| 22 | Sheffield United        | 42 | 12 | 7  | 23 | 58 | 101 | –43 | 31 |

Forrás: wildstat.com

## FA-kupa
3. kör
| 1934. január 13. |

| Manchester City | 3 – 1 | Blackburn Rovers |
| --------------- | ----- | ---------------- |
| Toseland Brook  |       |                  |

| Maine Road, Manchester Nézőszám: 54 336 |

4. kör
| 1934. január 27. |

| Hull City | 2 – 2 | Manchester City |
| --------- | ----- | --------------- |
|           |       | Herd Brook      |

| Anlaby Road, Kingston-upon-Hull Nézőszám: 28 000 |

| 1934. január 31. |

| Manchester City          | 4 – 1 | Hull City |
| ------------------------ | ----- | --------- |
| Tilson Toseland Marshall |       |           |

| Maine Road, Manchester Nézőszám: 49 042 |

5. kör
| 1934. február 17. |

| Sheffield Wednesday | 2 – 2 | Manchester City |
| ------------------- | ----- | --------------- |
|                     |       | Herd            |

| Hillsborough, Sheffield Nézőszám: 72 841 |

| 1934. február 21. |

| Manchester City | 2 – 0 | Sheffield Wednesday |
| --------------- | ----- | ------------------- |
| Marshall Tilson |       |                     |

| Maine Road, Manchester Nézőszám: 68 614 |

6. kör
| 1934. március 3. |

| Manchester City | 1 – 0 | Stoke City |
| --------------- | ----- | ---------- |
| Brook           |       |            |

| Maine Road, Manchester Nézőszám: 84 569 |

Elődöntő
| 1934. március 17. |

| Manchester City      | 6 – 1 | Aston Villa |
| -------------------- | ----- | ----------- |
| Tilson Herd Toseland |       |             |

| Leeds Road, Huddersfield Nézőszám: 45 473 |

Döntő
| 1934. április 28. |

| Manchester City | 2 – 1 | Portsmouth |
| --------------- | ----- | ---------- |
| Tilson          |       |            |

| Wembley Stadion, London Nézőszám: 93 258 |

## Góllövőlista
| #   | Név             | Bajnokság | FA-kupa | Összesen |
| --- | --------------- | --------- | ------- | -------- |
| 1.  | Alec Herd       | 17        | 4       | 21       |
| 2.  | Fred Tilson     | 12        | 8       | 20       |
| 3.  | Eric Brook      | 8         | 3       | 11       |
| 4.  | Ernie Toseland  | 6         | 4       | 10       |
| 5.  | Bobby Marshall  | 4         | 2       | 6        |
| 6.  | Matt Busby      | 4         | 0       | 4        |
| 7.  | Sam Cowan       | 3         | 0       | 3        |
| 8.  | Robert Syme     | 2         | 0       | 2        |
| 8.  | Dave Halliday   | 2         | 0       | 2        |
| 8.  | Charles Gregory | 2         | 0       | 2        |
| 8.  | Jackie Bray     | 2         | 0       | 2        |
| 8.  | Jimmy Heale     | 2         | 0       | 2        |
| 13. | Norman Wright   | 1         | 0       | 1        |